# Brug 15
Brug 15 is een vaste brug in Amsterdam-Centrum. De brug is gelegen in de westelijke kade van de Singel en overspant de Brouwersgracht. Het is daarmee de eerste brug over de Brouwersgracht, die men passeert richting stad uit. De brug is gelegen over het smalste deel van die gracht en is nauwelijks 10 meter breed en lang. Om de hoek ligt de veel grotere Haarlemmersluis (brug 14). De brug wordt omringd door rijksmonumenten. 

## Geschiedenis
Er ligt hier al eeuwen een brug. Op de kaart van Dirck Cornelisz. Swart uit 1623 is de brug ingetekend, de burg dateert dus vermoedelijk uit de tijd dat de Brouwersgracht gegraven werd (circa 1612). Op diezelfde kaart staat de Westerkerk nog in de steigers. De moderne geschiedenis van de brug begint in 1879. Toen gaf de gemeente Amsterdam de opdracht de beweegbare brug te vervangen door een vaste. Vervolgens gebeurde er een jaar niets, het leek een vergeten project te worden. Een jaar later volgde pas de aanbesteding, het is dan september 1880. Het werd een relatief goedkope brug van 3800 gulden, exclusief de 7000 kg balkijzer. Al in november 1880 kon gemeld worden dat de brug bijna af was; men was bezig de bestrating aan te leggen. De brug hield het niet lang uit, al in 1897 moest de brug opnieuw vernieuwd worden, tijdens de werkzaamheden werd een noodbrug neergelegd. Ook nu was er oponthoud, de heiwerkers hielden in oktober 1897 een staking, de heibaas ging toen samen met enkele vrienden maar zelf aan de slag. In 1924 was de brug wederom even buiten dienst; er moest aan gewerkt worden. In 1935 kon de koetsier van een Van Gend & Looskar het paard en wagenspan niet houden en verdween in de Brouwersgracht (beide werden gered). Na 1924 zijn er vermoedelijk geen grote werken meer aan de brug verricht.

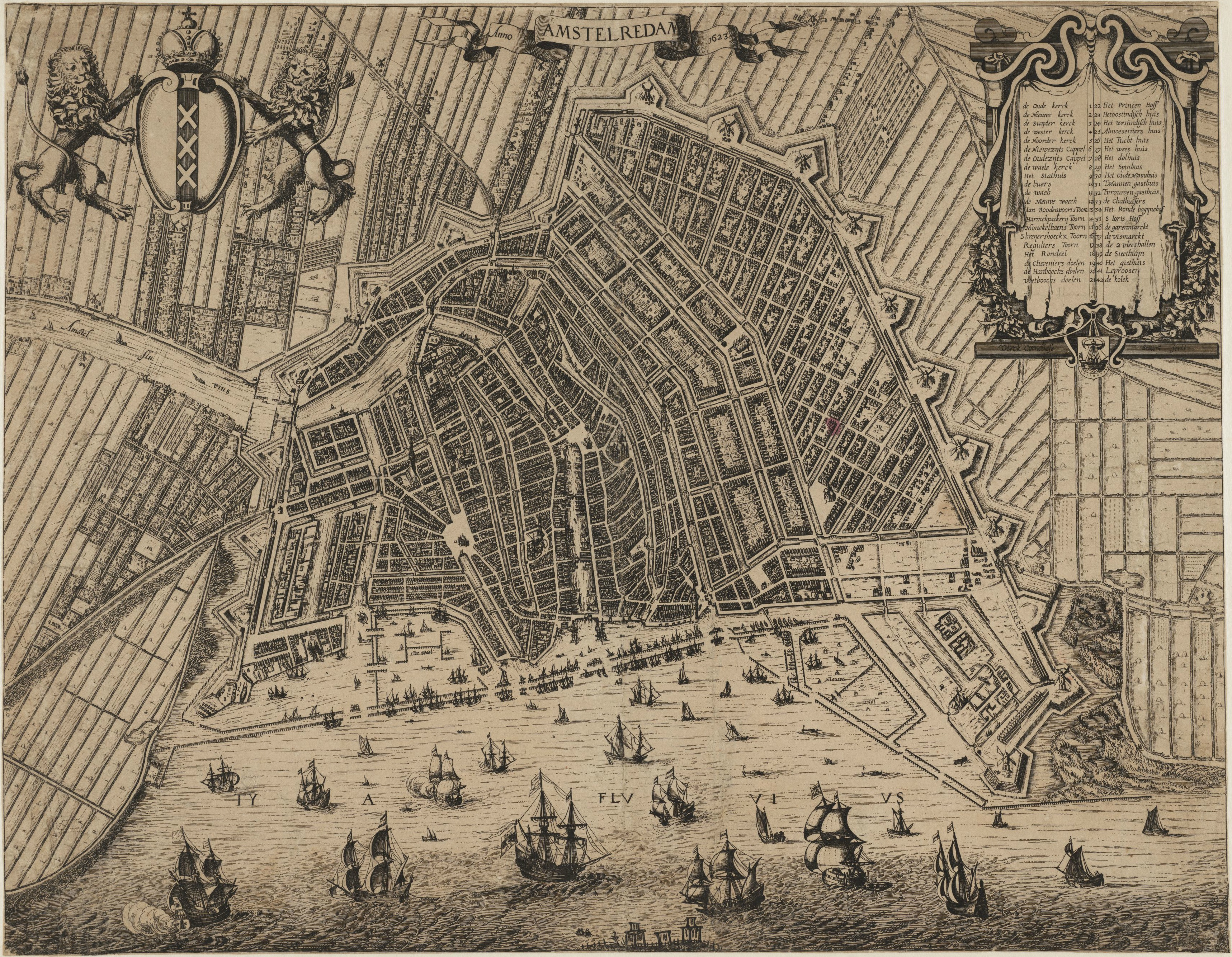
Kaart van Dirck Cornelisz. Swart

1 · 2 · 3 · 4 · 5 · 6 · 7 · 8 · 9 · 10 · 11 · 12 · 13 · 14 · 15 · 16 · 17 · 18 · 19 · 20 · 21 · 22 · 23 · 24 · 25 · 26 · 27 · 28 · 29 · 30 · 31 · 32 · 34 · 35 · 36 · 37 · 38 · 39 · 40 · 41 · 42 · 43 · 44 · 45 · 46 · 47 · 48 · 49 · 50 · 51 · 52 · 53 · 54 · 55 · 56 · 57 · 58 · 59 · 60 · 61 · 62 · 63 · 64 · 65 · 66 · 67 · 68 · 69 · 70 · 71 · 72 · 73 · 74 · 75 · 76 · 77 · 78 · 79 · 80 · 81 · 82 · 84 · 85 · 86 · 87 · 88 · 89 · 90 · 91 · 92 · 93 · 94 · 95 · 96 · 97 · 98 · 99 · >>>
Brugnummers 33 en 83 zijn niet (meer) vergeven